# ملانی بانویل
ملانی بانویل (به انگلیسی: Melanie Banville) ژیمناست زادهٔ ۲۲ ژوئن ۱۹۸۷ میلادی اهل کشور کانادا است.